# Карпенета (Ђенова)
Карпенета је насеље у Италији у округу Ђенова, региону Лигурија.
Према процени из 2011. у насељу је живело 67 становника. Насеље се налази на надморској висини од 478 м.